# TDK
TDK Corporation (TDK株式会社, TDK Kabushiki-kaisha), voorheen bekend als TDK Electronics Co., Ltd (東京電気化学工業株式会社) is een Japans bedrijf gespecialiseerd in de productie van elektronische materialen, opname-apparatuur en digitale opslagmedia. De producten van TDK worden wereldwijd verkocht.
De initialen TDK komen van de originele Japanse naam van het bedrijf: Tokyo Denki Kagaku (Tokio Elektronica en Chemicaliën).

## Geschiedenis
TDK werd opgericht in Japan op 7 december 1935. Het bedrijf produceerde toen het op ijzer gebaseerde magnetische materiaal ferriet, dat kort daarvoor was uitgevonden door Yogoro Kato en Takeshi Takei. In 1952 begon het bedrijf met de productie van magnetische banden, en in 1966 volgden de muziekcassettes. Vooral de muziekcassettes maakten TDK wereldwijd bekend. TDK produceerde ook een groot arsenaal aan magnetische en optische media zoals verschillende formaten videobanden, blanco cd-r en beschrijfbare dvd's. Naderhand begon TDK ook met de productie van USB-sticks.
De industriële trend toont aan dat TDK een paar maal op nieuwe vormen van media is overgeschakeld. In 2004 was TDK een van de eerste ontwikkelaars van blu-ray-post-dvd-technologie.
In 1965 begon TDK ook in de Verenigde Staten te produceren, via een kantoor in New York. In 1970 vestigde TDK zich op de Europese markt met een kantoor in Frankfurt.
In 2007 verkocht TDK de consumentenactiviteiten met betrekking tot opname-apparatuur, zoals CD's, DVD's en magneetband, aan het Amerikaanse Imation voor US$300 miljoen.
In 2008 deed het bedrijf een bod van US$1,9 miljard op het Duitse bedrijf Epcos. Epcos maakt elektronische componenten voor onder andere Nokia en had een beursnotering. Het bedrijf was begonnen als een joint venture van Siemens en Matsushita.

## Museum
Het bedrijf heeft een museum gewijd aan de technologieën die door het bedrijf zijn ontwikkeld. Dit museum is gevestigd in de vestiging in Hirasawa, Japan.

## Sponsor
Van 1993 tot 1998 was TDK de sponsor van het Britse voetbalteam Crystal Palace. TDK sponsorde ook de Nederlandse voetbalclub Ajax, van 1982 tot 1991. TDK is sponsor van de wereldkampioenschappen atletiek.

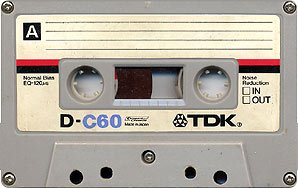
Oude jaren 80 TDK "D" voor 'Dynamische' Compact cassette
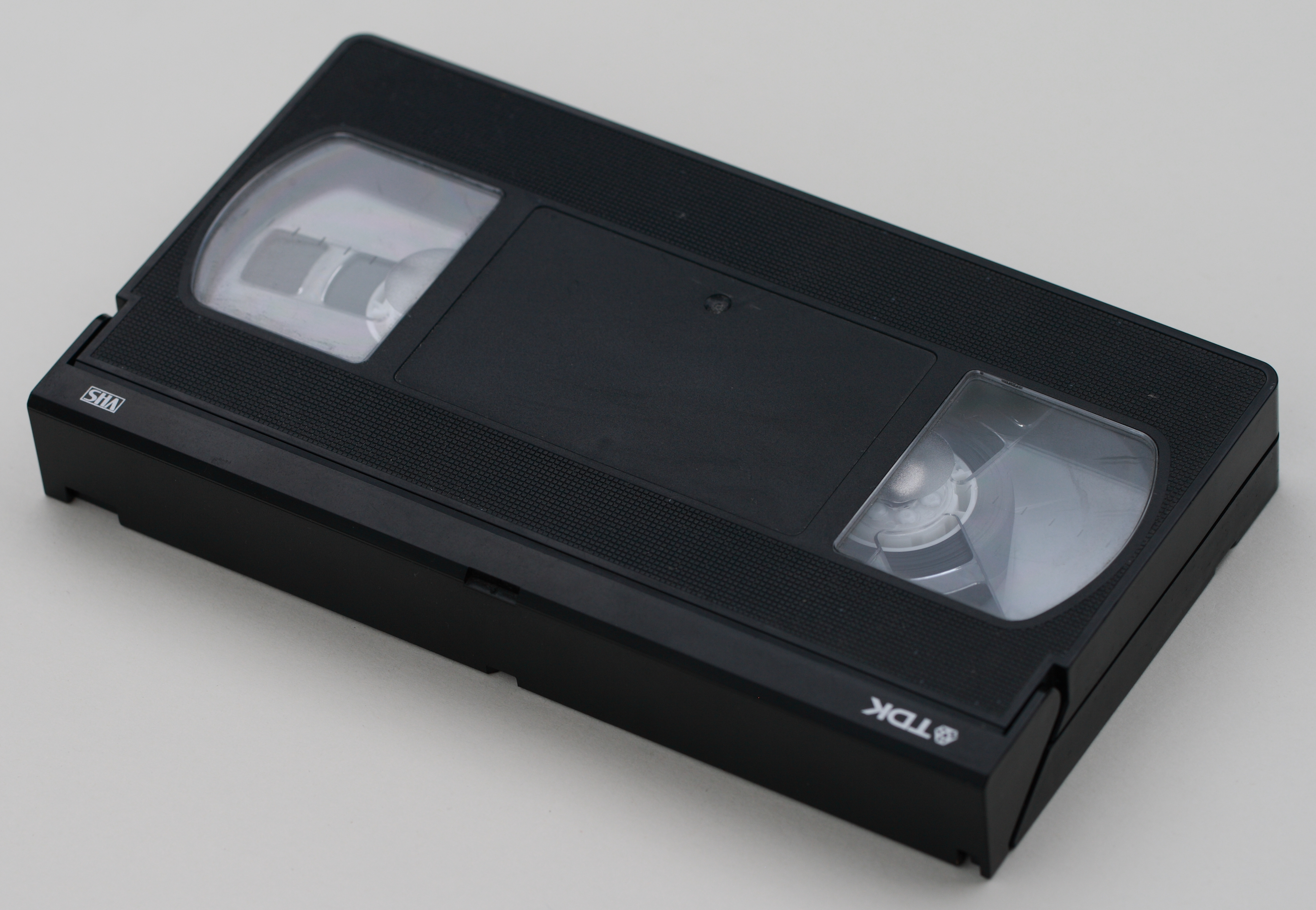
VHS-cassette
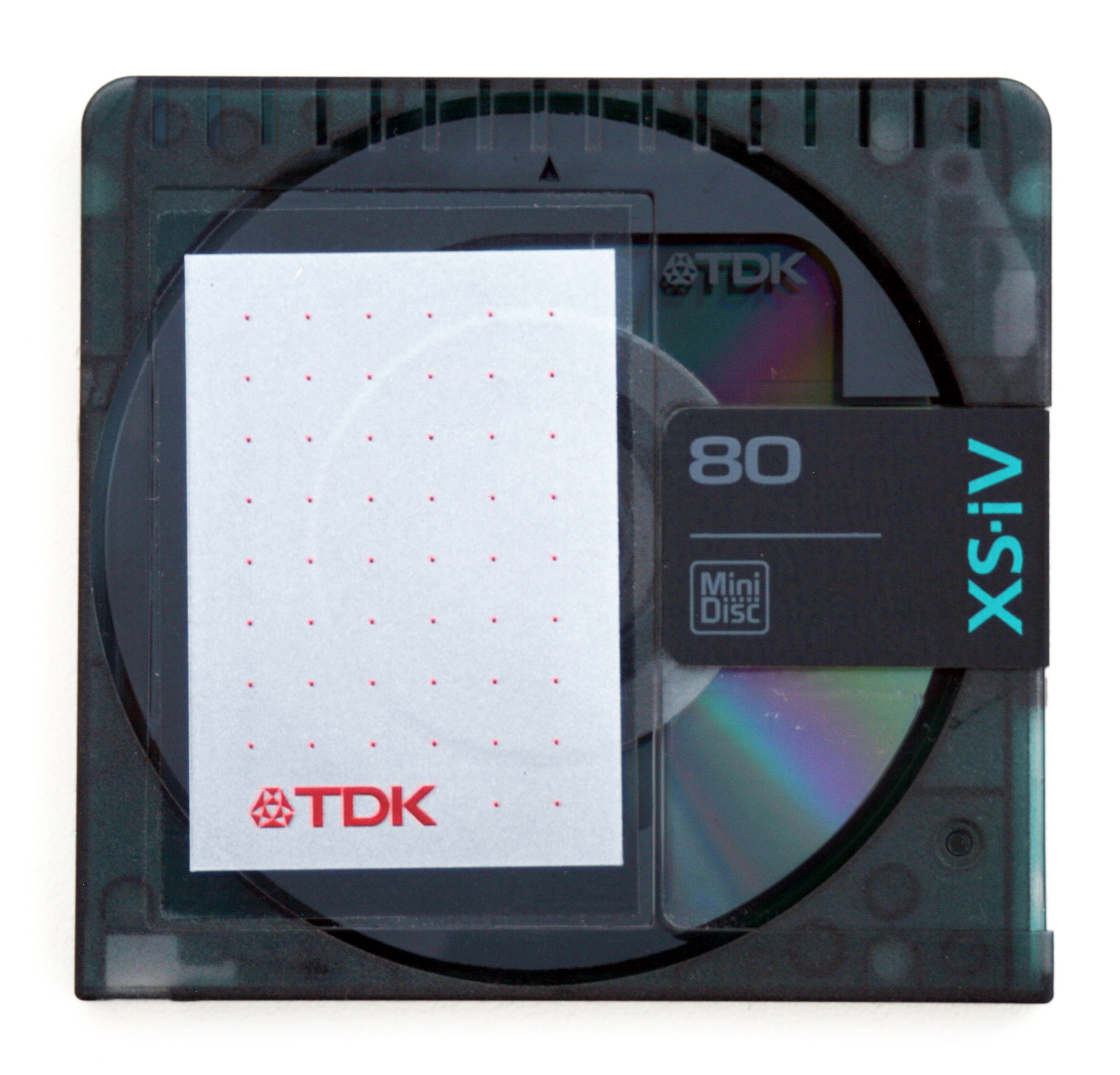
Minidisc
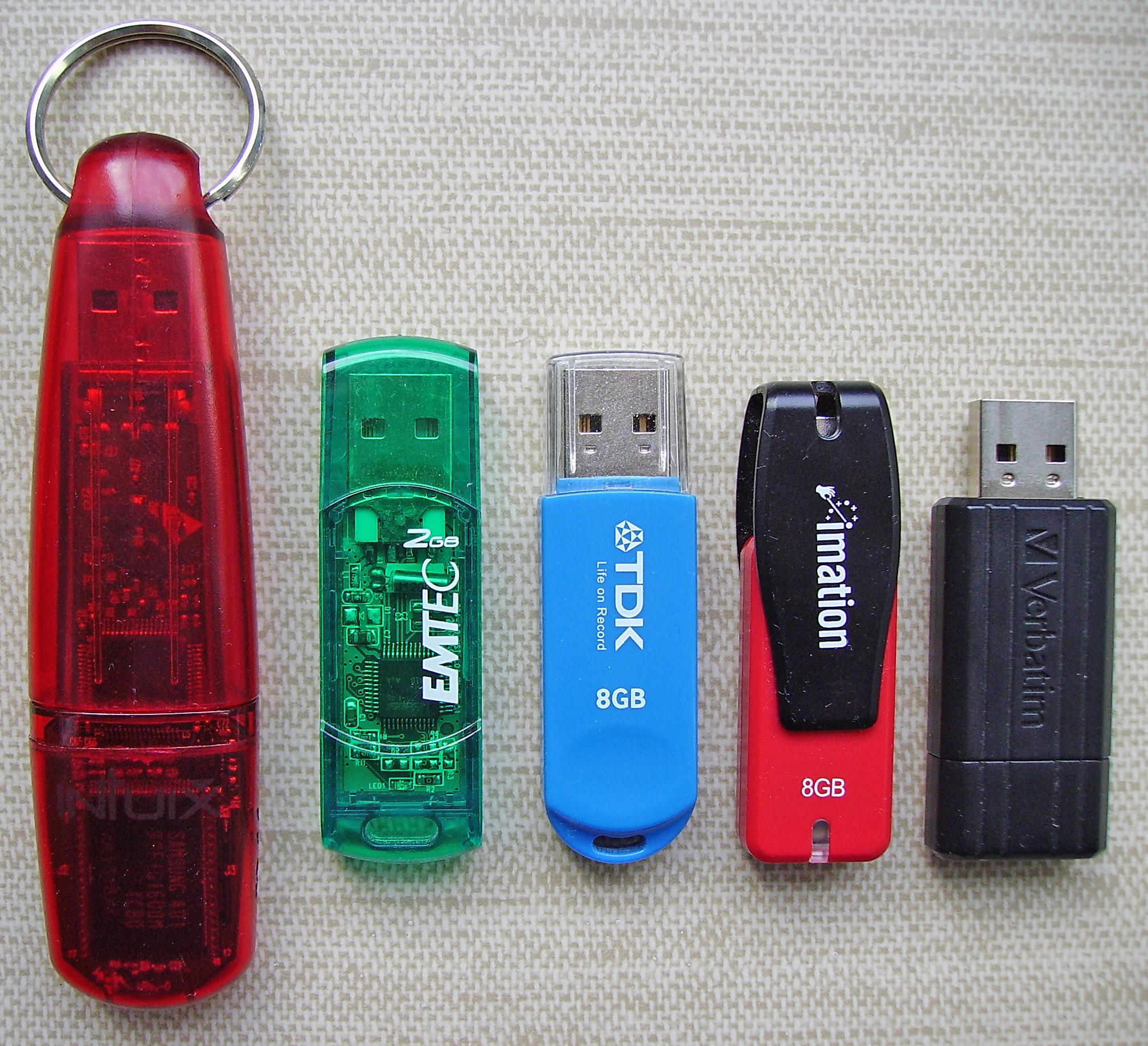
USB-sticks
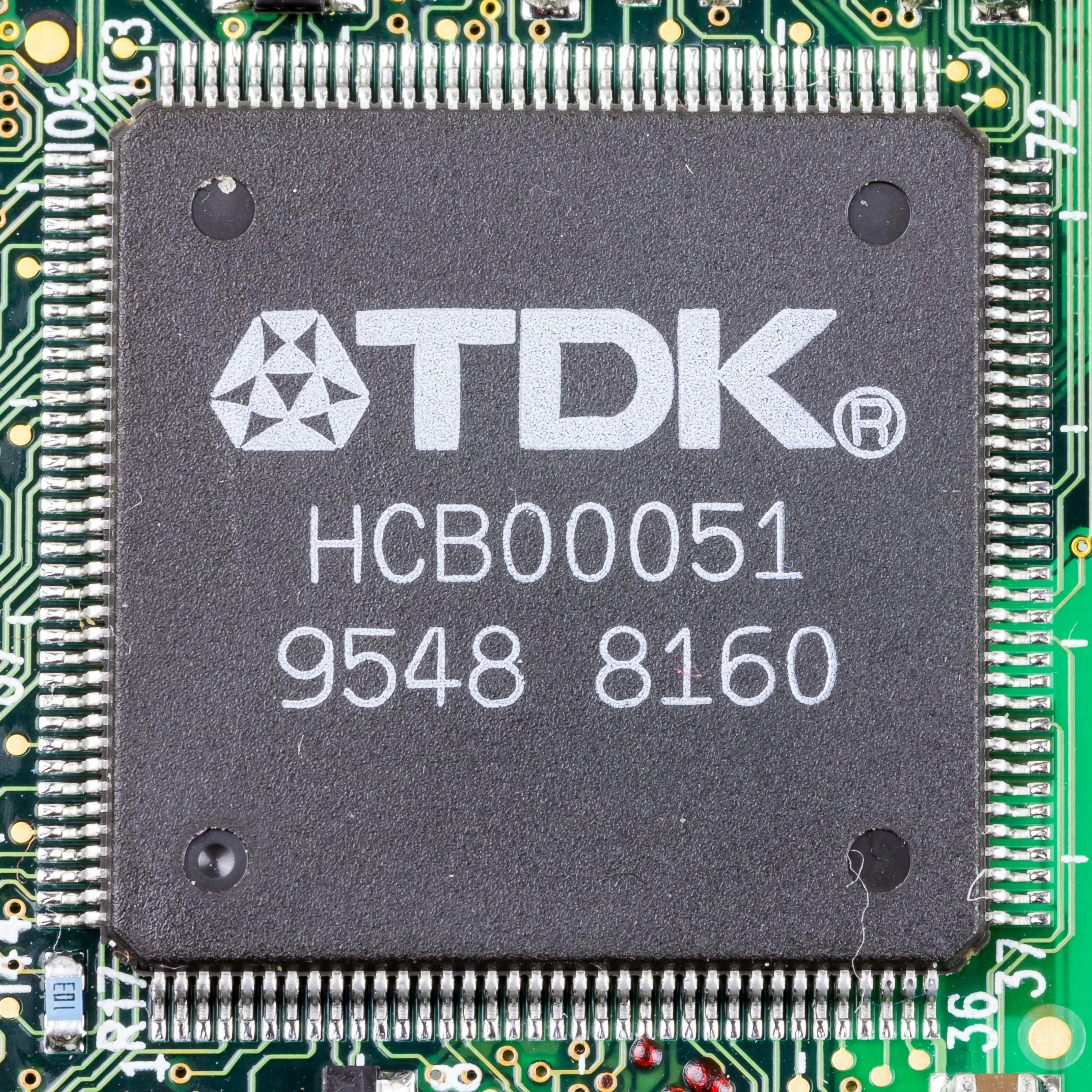
Geïntegreerde schakeling
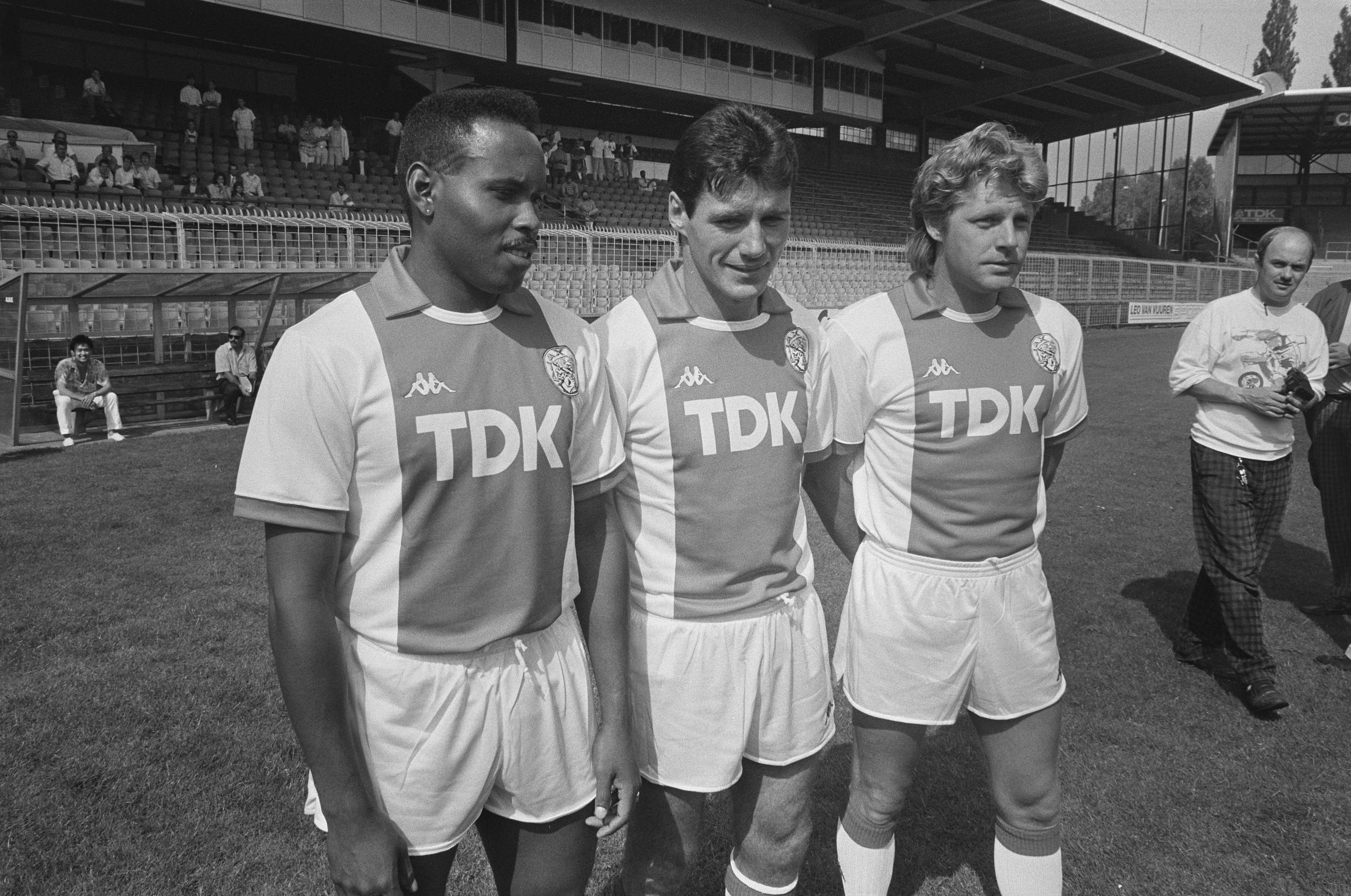
Persdag Ajax v.l.n.r. de nieuwe spelers Henny Meijer, Frank Stapleton en Jan Sorenson, Bestanddeelnr